# هاري كونينغهام برودي
هاري كونينغهام برودي (بالإنجليزية: Harry Cunningham Brodie)‏ هو سياسي بريطاني (وحمل سابقاً جنسية المملكة المتحدة لبريطانيا العظمى وأيرلندا)، ولد في 18 يناير 1875، وتوفي في 27 فبراير 1956. حزبياً، نشط في الحزب الليبرالي. في الانتخابات العامة في المملكة المتحدة 1906 ‏، انتخب عضو برلمان المملكة المتحدة الـ28 عن دائرة رايغيت (12 يناير 1906 – 10 يناير 1910).